# عجاج (اسم)
عجاج هو اسم علم مذكر من أصل عربي، ومعناه هو الدخان الغبار مع الريح، والعجاج الأحمق.

## شخصيات تحمل الاسم
- عجاج نويهض (مؤرخ وكاتب وأديب ومترجم لبناني قومي عربي، 1897 – 25 يونيو 1982)

## وصلات خارجية
- موسوعة السلطان قابوس لأسماء العرب نسخة محفوظة 5 أبريل 2019 على موقع واي باك مشين.